# Irredentismo italiano a Malta

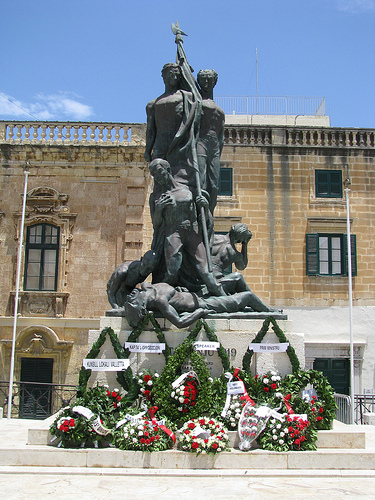
Monumento al Sette Giugno, festa simbolo dell'irredentismo italiano a Malta.

L'Irredentismo italiano a Malta fu un movimento politico maltese che, tra l'800 e la prima metà del '900 propugnava l'integrazione dell'arcipelago di Malta nel Regno italiano.

## Storia
A seguito della conquista araba, l'arcipelago di Malta (già occupato da fenici, romani e bizantini) fu ripopolato dopo l'anno mille da popolazioni venute dalla vicina Sicilia che parlavano un dialetto semitico siculo-arabo, antenato della lingua maltese. Recenti studi hanno confermato che geneticamente i maltesi odierni sono simili agli italiani del Sud, specificamente ai siciliani e ai calabresi. A seguito della conquista normanna, la popolazione dell'arcipelago passò lentamente alla fede cattolica. Nel 1530 il feudo di Malta, dopo alterne vicende, venne concesso dal re di Sicilia ai Cavalieri Ospitalieri, che lo governarono fino alle guerre napoleoniche. In tale periodo, l’italiano fu usato nelle cancellerie dell’arcipelago. Anche l'aristocrazia maltese, in questo periodo, utilizzava l'italiano come lingua colta.
Nel 1796 Mikiel Anton Vassalli pubblicò il primo dizionario maltese-latino-italiano, noto come il "Lessico"; Vassalli è noto come il padre e creatore della lingua maltese moderna e fu un riferimento per chi si opponeva all'anglicizzazione di Malta durante il periodo coloniale (1800-1964).

### Il dominio britannico e il Partito Nazionalista

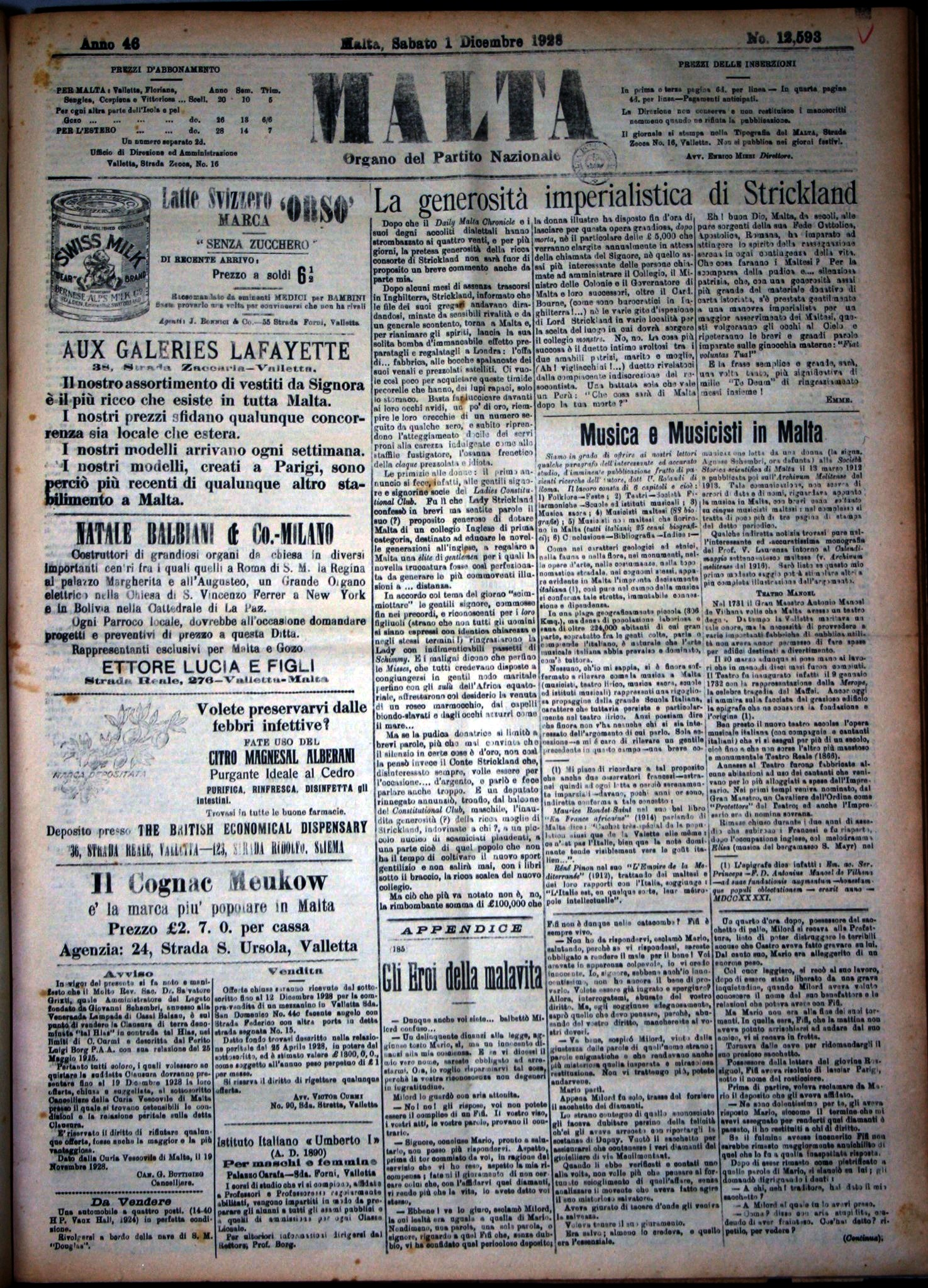
Malta (Quotidiano Nazionalista) (1883-1943), fondato da Fortunato Mizzi

A seguito delle guerre napoleoniche, Malta passò sotto il dominio britannico. A partire dalla prima meta dell'Ottocento si registrò anche una piccola corrente migratoria dall'Italia verso le isole maltesi, costituita in parte da esuli del Risorgimento. Alla fine di quel secolo si contavano circa 700 italiani a Malta, quasi tutti a La Valletta. Alcuni di loro aderirono alle organizzazioni che favorivano l'irredentismo, specialmente nei primi decenni del Novecento.
Nel 1880 l'italo-maltese Fortunato Mizzi fondò il Partito Anti-Riformista (Partit Anti-Riformista) per contrastare le politiche del governo coloniale britannico in materia fiscale e l'anglicizzazione del sistema giudiziario e scolastico. Il partito aveva anche posizioni molto vicine a quelle degli esuli italiani risorgimentali, cosa che causò frizioni con la Chiesa cattolica locale. Il Partito Anti Riformista si sciolse nel 1905 per la stretta repressiva dei britannici sull'attività politica maltese. 
Dopo la fine della prima guerra mondiale si formò una nuova coalizione più ampia e più moderata, che prese il nome di Unione Politica Maltese (Unjoni Politika Maltija, UPM). Da questa fuoriuscì la corrente più estremista e pro-italiana, guidata da Enrico Mizzi, che si costituì in Partito Democratico Nazionalista (Partit Demokratiku Nazzjonalista, PDN).
I due movimenti parteciparono separati alle elezioni del 1921, ma adottarono una forma di desistenza per non danneggiarsi vicendevolmente. L'UPM, risultato primo partito nell'Assemblea legislativa, scelse di governare in coalizione con il Partito Laburista, esprimendo due Primi ministri: Joseph Howard e Francesco Buhagiar.
UPM e PDN parteciparono ancora una volta separati, sebbene in coalizione, alle elezioni del 1924. Nel 1926 decisero di riunirsi e di adottare nuovamente il nome di Partito Nazionalista. Il nuovo partito unitario uscì però sconfitto dalle elezioni del 1927, a vantaggio del Compact, l'alleanza elettorale fra Partito Costituzionale e Partito Laburista.

### Irredentismo italiano negli anni '20 e '30

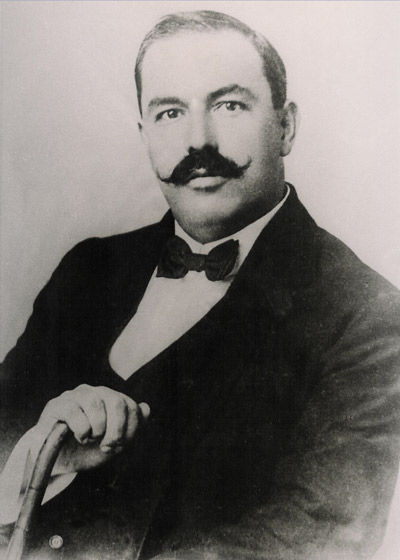
Enrico Mizzi, irredentista italiano incarcerato in Uganda nel 1940 e primo ministro maltese nel 1950

L'aspirazione di una notevole parte della popolazione maltese ad unirsi al Regno d'Italia rappresentò la maggiore preoccupazione politica dei britannici, specialmente dopo l'avvento del fascismo, che rivendicava apertamente l'italianità di Malta.
Il sette giugno (così, in italiano) è una delle feste nazionali di Malta. Essa commemora gli avvenimenti del 7 giugno 1919, quando le truppe britanniche spararono sulla folla disarmata che manifestava contro l'aumento del prezzo del pane in seguito a nuove tasse introdotte dall'autorità britannica. Questo avvenimento rafforzò i sentimenti irredentisti della popolazione maltese.
Gli irredentisti maltesi negli anni venti e trenta, riuniti nel Partito Nazionalista vicino alle posizioni fasciste, avevano nell'avvocato Carlo Mallia il loro ideologo e si esprimevano tramite il giornale Gazzetta Maltese (o Malta), diretto da Enrico Mizzi (che successivamente fu primo ministro maltese nel 1950). L'élite filo-italiana si formava, tra l'altro, al liceo Umberto Primo della Valletta. La rete delle organizzazioni filo-italiane includeva la Casa del Fascio della Valletta in via Santa Lucia, retta dal professor Umberto Biscottini.
In seguito ad una crisi costituzionale, derivante da una disputa fra la Chiesa cattolica e il Partito Costituzionale, su posizioni filo-britanniche, le elezioni politiche inizialmente programmate per il 1930 slittarono al 1932: il Partito Nazionalista emerse indiscusso vincitore di queste elezioni, conquistando 21 seggi su 32. La sua stagione di governo non durò però a lungo: preoccupate dall'ascesa dell'Italia fascista nel Mar Mediterraneo e in Africa, le autorità coloniali britanniche presero come pretesto le misure a sostegno dell'insegnamento della lingua italiana nelle scuole per sospendere sia il governo che la Costituzione maltese. 
La prima metà degli anni '30 fu segnata dal graduale passaggio delle autorità coloniali da "una fino ad allora piuttosto tollerante attitudine verso le attività culturali italiane a Malta verso un più spedito processo di anglicizzazione." Le attività del liceo Umberto Primo e della Casa del Fascio furono ristrette, mentre il Consolato italiano in Old Mint Street venne messo sotto stretta sorveglianza del controspionaggio.
Nel 1934 la lingua italiana era tenuta e praticata ancora come lingua ufficiale a Malta insieme all'inglese e al maltese.
Tra il 1934 e il 1936 la lingua italiana perse, tuttavia, molti consensi e dopo la seconda Guerra Mondiale fu dismessa dal Governo della Colonia in sintonia con la politica inglese. 
Nel 1934, tuttavia, l'amministrazione coloniale dissolse il Comitato Permanente Universitario, retto da Giorgio Borg Olivier (futuro primo ministro), in quanto considerato troppo filo-italiano. 
Al posto delle istituzioni culturali italiane, l'amministrazione britannica favorì quelle inglesi, a partire dal movimento scout, i cui membri salirono in poco tempo da poche centinaia a oltre tremila.
Secondo Mallia, circa il 66% della popolazione maltese si considerava "maltese italiana" (ma il dato potrebbe essere stato gonfiato a fini propagandistici). In quel periodo l'italiano era lingua esclusiva della nobiltà ed era parlato solo dal 14% della popolazione maltese (all'epoca circa 35 400 abitanti).
Nel 1935 il professor Giorgio Romanini pubblicò un rapporto intitolato "Nuovo Centro d’Italianità a Malta", con il progetto di un edificio che servisse al contempo da Casa del Fascio, Istituto di Cultura, consolato e residenza consolare. 
Alcuni antifascisti italiani si trasferirono a Malta in quegli anni, sostenuti dal governo inglese, mentre alcuni fascisti maltesi chiesero la cittadinanza italiana poiché consideravano Malta italiana.

### I rapporti con il fascismo e la seconda guerra mondiale

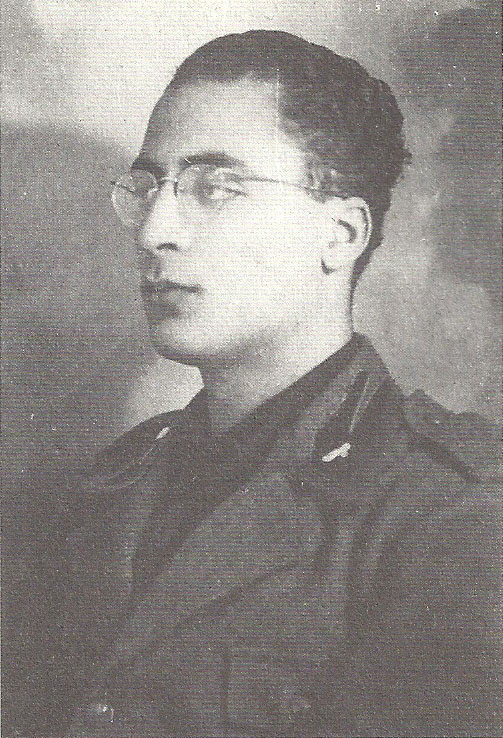
La spia fascista Carmelo Borg Pisani

L'organizzazione degli irredentisti fascisti era molto articolata e prevedeva anche sezioni dell'OGIE ("Organizzazioni giovanili italiane all'estero"), i cui elementi più promettenti e dotati erano inviati in Italia per migliorare la loro formazione dottrinale.
Per accogliere gli studenti maltesi, inoltre, il governo fascista aprì a Roma la "Casa della redenzione maltese". Le loro attività erano però fortemente ostacolate dai britannici, tanto che alcuni, man mano che i rapporti italo-britannici andavano deteriorandosi, furono costretti all'esilio. Fra questi c'era anche Carlo Mallia, che a Roma fondò il Comitato di azione maltese e venne in seguito nominato "consigliere nazionale" della Camera dei Fasci e delle Corporazioni, proprio in rappresentanza dell'arcipelago maltese.
Su sua iniziativa, sempre a Roma, riprese anche la pubblicazione della Gazzetta maltese, chiusa dagli inglesi all'indomani dello scoppio della seconda guerra mondiale. Con l'inizio delle ostilità, inoltre, numerosi attivisti ancora residenti nell'arcipelago - incluso il leader nazionalista Enrico Mizzi (figlio del fondatore Fortunato) - furono fatti arrestare dal governo britannico e deportati in campi di prigionia in Uganda. In Italia i fuoriusciti maltesi aderirono per la gran parte al fascismo ed in molti si arruolarono volontari nel Regio Esercito o, se non in possesso della cittadinanza italiana, nella MILMART della Milizia Volontaria per la Sicurezza Nazionale per combattere contro gli inglesi. Come estremo atto di protesta, rinunciarono anche alla cittadinanza britannica, acquisendo quella italiana.
Alcune decine di loro, inoltre, furono addestrati nel Centro militare "G" di Soriano nel Cimino per diventare "guide da sbarco" in vista dell'invasione dell'isola. Uno di loro, Carmelo Borg Pisani, nella notte tra il 17 ed il 18 maggio 1942 fu condotto sull'isola in ricognizione. Fallita la missione e scoperto da una motovedetta, venne condannato a morte per spionaggio e tradimento. 
Gli irredentisti maltesi continuarono a combattere, aderendo anche alla Repubblica Sociale Italiana, che, allo scopo di raccogliere i combattenti provenienti dall'estero, costituì nel novembre 1943, il battaglione Borg Pisani, forte di duemila uomini. Nel dopoguerra il governo britannico ottenne l'estradizione di alcuni degli irredentisti maltesi, portandoli in giudizio sull'isola, ma questa volta una giuria popolare li prosciolse tutti.

### La fine dell'irredentismo italiano a Malta
L'irredentismo italiano subì contraccolpi irrecuperabili con la seconda guerra mondiale: l'assimilazione del Partito Nazionalista all'Italia fascista alienò il sostegno dell'elettorato e il suo leader Enrico Mizzi (figlio del fondatore Fortunato) fu esiliato in Uganda, al pari di molti altri membri di rilievo degli irredentisti maltesi. 
Ancora nel 1948 vi erano circa mille cittadini italiani a Malta, concentrati nel capoluogo.
Il Partito Nazionalista si riorganizzò negli anni successivi ed arrivò al governo dell'arcipelago nel 1950, ma ormai ogni velleità irredentista italiana era abbandonata. Il Partito Nazionalista si oppose al progetto laburista di integrazione con il Regno Unito negli anni '50, passando a sostenere l'opzione per l'indipendenza di Malta, che fu concessa dal Regno Unito nel 1964.
Nel secondo dopoguerra, in particolare negli anni Sessanta, l'allora leader del Partito Laburista, Domenico Mintoff, valutò la possibilità di annettere Malta all'Italia come regione a statuto speciale. La proposta venne però respinta dal governo italiano.

## Legami odierni con l'Italia
Malta rimane ancora oggi molto legata all'Italia, oltre che all'ex madrepatria coloniale britannica. I legami sono principalmente di tipo culturale: la lingua italiana a Malta - benché senza alcuno status ufficiale - resta molto diffusa e parlata correntemente da circa due terzi dei maltesi, anche grazie all'influenza delle radio e televisioni italiane, fino agli anni '90 tra le poche direttamente ricevibili nell'arcipelago.
La Chiesa cattolica, fondamento dell'identità nazionale maltese, è un altro importante elemento delle relazioni italo-maltesi. Ancora oggi la vulgata popolare maltese tende a rigettare le proprie origini arabo-musulmane, per sottolineare invece la continuità cattolica dell'arcipelago (ed eventualmente le sue radici "semitico-fenicie"), e di conseguenza i legami con l'Italia attraverso la Chiesa cattolica. 
Per contro, la lingua maltese - lingua semitica di derivazione sicula-araba - ancora oggi accoglie un'importante quantità di lessico italiano e neo-latino, lascito del tempo della lingua franca italiana all'epoca dei cavalieri, anche se la tendenza odierna è verso una sempre maggiore anglicizzazione lessicale. .
Altro legame dell'isola con l'Italia è data dalla presenza a Malta di molti cognomi di chiare origini italiane, dovuta al progressivo popolamento da parte di siculo-arabi dall'anno 1000 e alle successive ondate di immigrazione.